# Jean Pierre Chardenon
Jean Pierre Chardenon (* 1714 in Dijon; † 16. März 1769 ebenda) war ein französischer Arzt und Chemiker.
Chardenon wurde am 22. Juli 1714 getauft. Er wurde zuerst Chirurg in Paris, aufgrund schlechter Gesundheit wurde er aber stattdessen Arzt und praktizierte in Dijon.
Chardenon war Agrégé am Kolleg für Medizin in Dijon und wurde 1744 assoziiertes Mitglied und 1747 Pensionär der 1740 gegründeten Akademie der Wissenschaften und Künste in Dijon sowie 1752 bis 1762 einer der Sekretäre der Akademie. Vor der Akademie hielt er Vorträge in Medizin und Chirurgie sowie mit medizinischen Fragen zusammenhängender Chemie.
Von ihm stammt eine Formulierung des Massenerhaltungssatzes (1763/64). Das geschah im Rahmen mehrerer Sitzungen der Akademie von Dijon 1763 und 1764 (veröffentlicht 1769). Sein Vortrag war über die Kalzination von Metallen und der dabei zu beobachtenden Gewichtszunahme, das nach seiner eigenen Einschätzungen eines der interessantesten Probleme der Physik wäre. Der Vorgang wäre sicher durch viele Experimente nachgewiesen und von allen Physikern anerkannt. Er hatte die Frage selbst aufgeworfen und 1762 einen versiegelten Umschlag mit seiner Lösung hinterlegt. Chardenon war ein Anhänger der Phlogistontheorie, allerdings in einer speziellen Ausprägung. Das Phlogiston entspricht bei ihm Feuerteilchen und ist leichter als Luft und sorgt für Auftrieb (er verglich das explizit mit Korkteilchen, die einem Fischernetz Auftrieb verliehen und am Sinken hindern würden). Wird es wie bei der Kalzination aus dem Metall entfernt, wird dieses damit schwerer. Damit widersprach er anderen Phlogistonanhängern wie Laurent Beraut (Dissertation für die Akademie in Bordeaux 1747), der die Zunahme des Gewichts auf die Aufnahme von Teilchen aus der Luft zurückführte, allerdings nicht von Feuerteilchen selbst, wie Robert Boyle meinte, dazu wäre Feuer zu leicht. Dieses bewirke nur die Vereinigung mit dem Metall. Chardenon plante, das durch Experimente zu bestätigen. Wäre seine Theorie richtig, entspräche die Gewichtszunahme der Menge von Phlogiston, die wiederum durch die Menge an Kohle bestimmt werden könne bei der Verbrennung. Er starb, bevor er die Experimente ausführen konnte. Sein Kollege an der Akademie Guyton de Morveau setzte die Untersuchungen fort und er fand auch viel mehr Aufmerksamkeit als Chardenon.
Chardenon befasste sich auch mit der Natur des Öls, das einige seiner Zeitgenossen für ein Prinzip der Natur hielten, da es in allen drei Reichen der Natur vorkommen würde. Chardenon zeigte aber, dass es durch Erhitzen zerlegt werden kann in Säure, Wasser, Phlogiston (Verbrennungsreste) und Erde. Da sich diese Substanzen nicht wieder selbst verbinden würden (bzw. durch Affinität verbunden werden konnten), vermutete Chardenon, dass dazu eine Aktion durch den belebten Teil der Natur (Tiere, Pflanzen) nötig wäre. Mineralöle entstehen nach Chardenon durch Zerfall pflanzlichen Materials in der Tiefe der Erde.
1761 ging er der Frage nach, wie Quecksilber als Gift wirkt. Nach ihm interagierte Quecksilber aufgrund seiner hohen Dichte mit den Körpersubstanzen (da – so Chardenon – in der Physik nachgewiesen wäre, dass die Wirkung von Körpern aufeinander von ihrer Masse abhängen würde).

## Schriften
Zu Lebzeiten erschien zu seiner Verbrennungstheorie nur Extrait de la séance publique de l’Académie de Dijon, le 9 décembre 1764, in: Mercure de France, Juli 1765, Teil 2, S. 127–134 und eine weitere Kritik an Beraut Lettre de M. Chardenon sur l’augmentation de poids des matières calcinées, Journal des Sçavans 1768, S.  648–658. Postum erschien der vollständige Aufsatz: Mémoire sur l’augmentation de poids des matières calcinées, Mémoires de l’Académie de Dijon, Band 1, 1769, S. 303–320